# Колычёвская волость (Рязанская губерния)
Колычёвская волость — волость в составе Егорьевского уезда Рязанской губернии, с 1919 года Спас-Клепиковского района (c 1921 по 1924 гг. Спас-Клепиковского уезда) Рязанской губернии, существовавшая до 1925 года. Волостной центр село Колычево.

## История
Колычёвская волость существовала в составе Егорьевского уезда Рязанской губернии. В 1919 году волость передана из Егорьевского уезда во вновь образованный Спас-Клепиковский район.

## Состав
На 1885 год в состав Колычевской волости входило 2 села и 14 деревень.
| Вид     | Наименование        | Население, чел. (1885 год) | Население, чел. (1905 год) |
| ------- | ------------------- | -------------------------- | -------------------------- |
| деревня | Абрахово            | 139                        | 146                        |
| деревня | Прасковьины выселки | 311                        | 421                        |
| деревня | Горки               | 243                        | 230                        |
| деревня | Клин                | 170                        | 202                        |
| деревня | Мелихово            | 25                         | 48                         |
| деревня | Морозово            | 130                        | 140                        |
| деревня | Маньшино            | 495                        | 595                        |
| село    | Колычево            | 242                        | 285                        |
| деревня | Козельская          | 228                        | 245                        |
| деревня | Зубово              | 166                        | 186                        |
| деревня | Аристово            | 495                        | 599                        |
| деревня | Каширово            | 426                        | 480                        |
| деревня | Курапово            | 653                        | 759                        |
| деревня | Давыдовская         | 107                        | 102                        |
| деревня | Аверкиево           | 183                        | 211                        |

## Землевладение
Население составляли 19 сельских общин. Из них 15 общин бывшие помещичьи крестьяне, остальные государственные крестьяне. Все общины имели общинную форму землевладения. 6 общин делили землю по ревизским душам, остальные по работникам или по тяглам. Луга в основном делились ежегодно, но в 4 общинах одновременно с пашней или в определённые сроки.
Почти во всех общинах арендовали луговую землю. Домохозяева, имевшие арендную землю, составляли около 45 % всего числа домохозяев волости.

## Сельское хозяйство
Почва в большинстве общин была супесчаная или песчаная с илом. Хороших лугов было мало, в основном болотистые. Лес больше дровяной, но в некоторых общинах был строевой. Крестьяне сажали рожь, овёс, гречиху и картофель. Топили из собственных лесов, дровами и сучьями.

## Местные и отхожие промыслы
Основным местным промыслом было вязанье рыболовных сетей. Этим занимались преимущественно женщины. В 1885 году вязанием рыболовных сетей занимались 1107 женщин и 3 мужчин, кроме того было 5 мельников, 2 торговца, 4 мастеровых, 1 пекарь и 12 человек имеющие другие занятия.
Отхожие промыслы были значительны. В 1885 году на заработки уходили 1059 мужчин (95 % всего мужского населения рабочего возраста) и 7 женщин. Из мужчин большинство были плотники — 1032 человека, кроме того было 14 печников, 3 торговца и подрядчика, остальные сторожа, дворники и т. п. На заработки уходили в Московскую, Владимирскую, Тамбовскую, Тульскую, Пензенскую и Воронежскую губернии.

## Инфраструктура
В 1885 году в волости имелось 10 ветряных мельниц, 4 крупорушалки, 2 синильни, 1 кузница, 2 маслобойни, 2 питейных заведения, 5 мелочных и 2 чайных лавки. Школы имелись в Стружанах и Колычёве.